# Kempe Stones

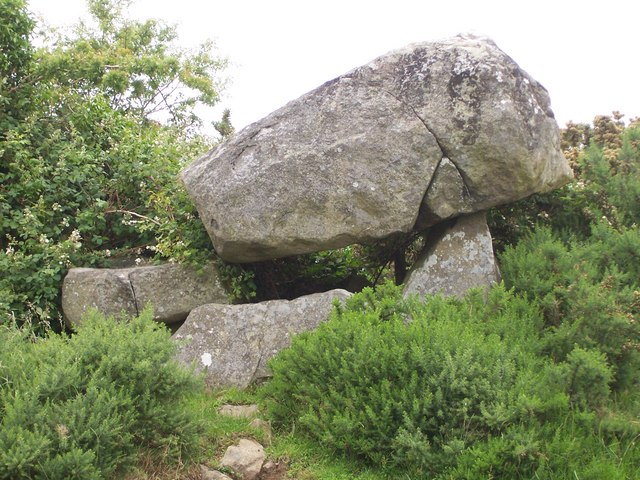
Kempe Stones

Die Kempe Stones, auch bekannt als Greengraves, sind ein Portal Tomb auf einem Feld bei Dundonald, westlich von Newtownards, eingebunden in eine Hecke aus Meerginster (Ulex gallii) im County Down in Nordirland. Sie sind ein gutes Beispiel der selteneren Dolmen dieses Typs mit zwei Decksteinen. Andere Anlagen dieser Bauart sind Aughnacliff im County Longford, Knockeen im County Waterford, Kilmogue im County Kilkenny und der Haroldstown Dolmen. Die Anlage ist ein Scheduled Monument.

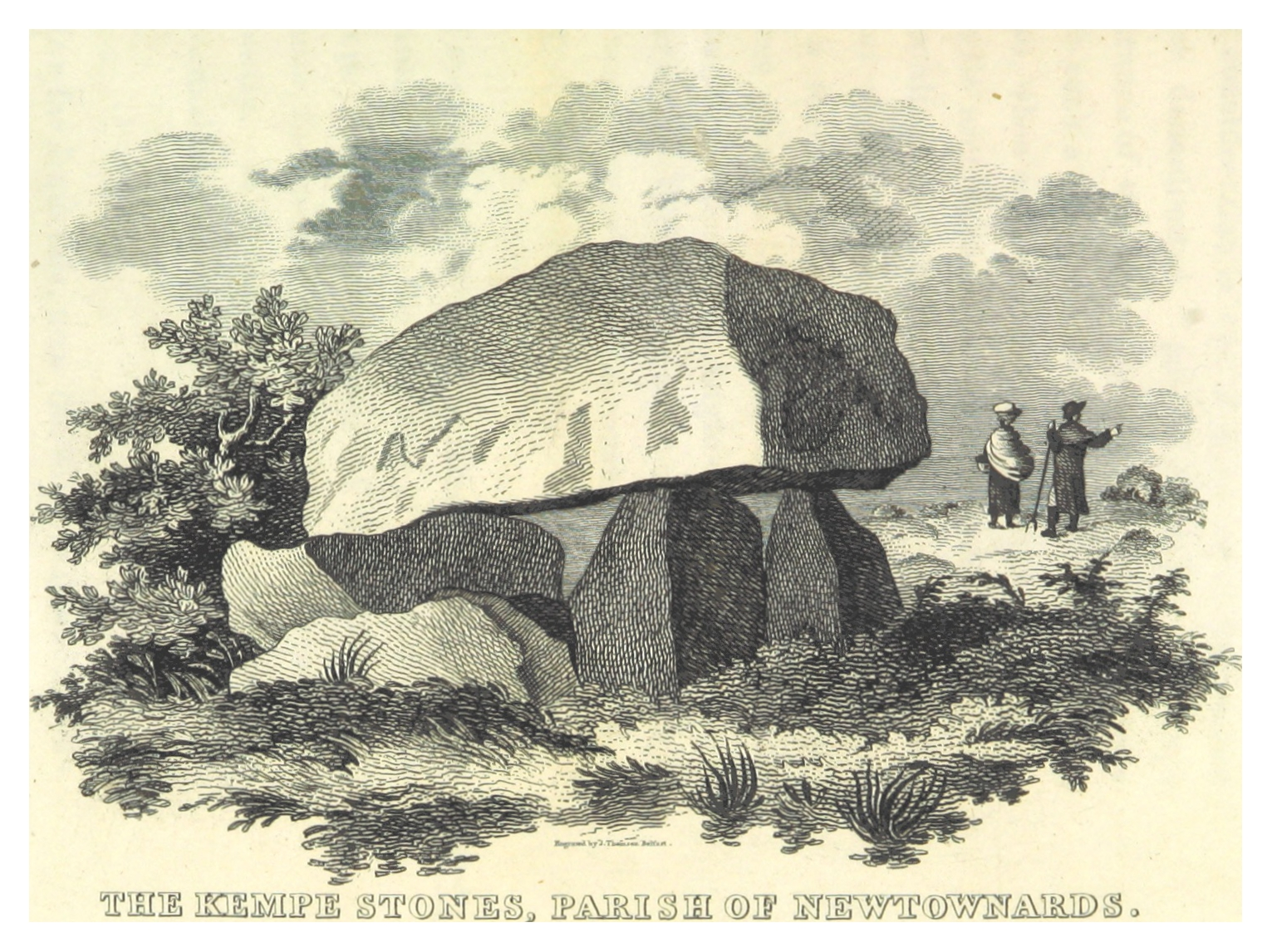
Benn’s Zeichnung von 1823

Die gleichhohen Portalsteine stützen den dickeren, vorderen Deckstein. Die Rückseite dieses Decksteins ruht auf dem zweiten, wesentlich kleineren hinteren Deckstein, der wiederum auf den End- und Seitensteinen ruht. Die Steine bilden eine polygonale Kammer. Es gibt zudem einiges an Steinmaterial rund um die Megalithanlage, aber es ist unbekannt, ob dieses original ist. In der Megalithanlage wurden etwa 1830 menschliche Knochen gefunden.
Das Wort „Kempe“ bedeutet Kämpfer (Ritter), was darauf hindeutet, dass der Dolmen für das Grab eines Soldaten angesehen wurde. „Grün“ (von Grenngraves) ist eine Verballhornung der Sagengestalt Gráinne, die gezwungen wurde, mit ihrem Geliebten Diarmuid zu fliehen. Sie reisen durch Irland und verbringen an jedem Ort nur eine Nacht, was zu einer großen Anzahl von „Dermot und Grania Betten“ (irisch Leaba – englisch Labba) oder Caves (Höhlen) führt.
In der Nähe liegt das Portal Tomb von Ballygraffan.